# Denzlingen

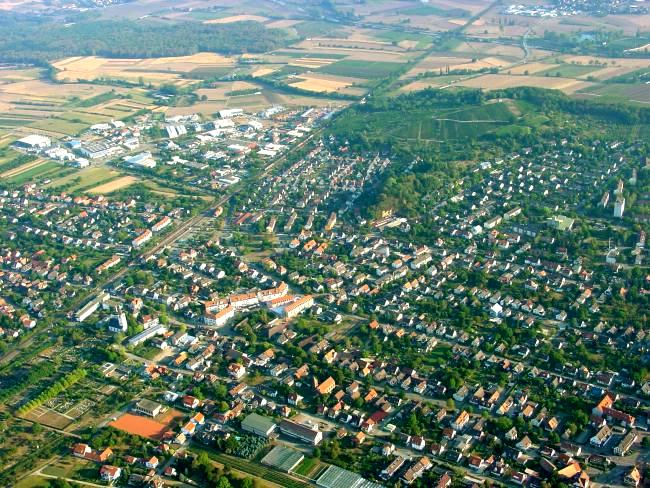
Panorama della città

Denzlingen è un comune tedesco situato nel circondario di Emmendingen, nel Land Baden-Württemberg. È collocata a circa 8 km a nord della città di Friburgo in Brisgovia.

## Amministrazione

### Gemellaggi
Denzlingen è gemellata con Città della Pieve